# اريك رايت (لاعب كرة قدم أمريكية)
اريك رايت (بالإنجليزية: Eric Wright)‏ هو لاعب كرة قدم أمريكية أمريكي، ولد في 24 يوليو 1985 في سان فرانسيسكو في الولايات المتحدة.

## وصلات خارجية
- الموقع الرسمي
- أريك رايت على موقع مرجع كرة القدم المحترفة.كوم (الإنجليزية)